# Morpholeria ruficornis
Morpholeria ruficornis är en tvåvingeart som först beskrevs av Johann Wilhelm Meigen 1830. Enligt Catalogue of Life ingår Morpholeria ruficornis i släktet Morpholeria och familjen myllflugor, men enligt Dyntaxa är tillhörigheten istället släktet Morpholeira och familjen myllflugor. Arten är reproducerande i Sverige. Inga underarter finns listade i Catalogue of Life.